# Marie Samuel Njie
Marie Samuel Njie war eine gambische Sängerin.

## Leben
Marie Samuel Njie war in ihrem Heimatland Gambia eine bedeutende Griot-Sängerin. Sie stammte aus einer Familie, die mehrere bedeutende Griot-Sänger hervorgebracht hatte.
Gewöhnlich wurden ihre Lieder von einer Spießlaute Xalam, einer mit den Händen geschlagenen Kalebasse und der Trommel Sabar begleitet. Ihre Songs handelten von sozialen und politischen Themen sowie dem Alltagsleben.
Sie unterhielt regelmäßig die High Society von Bathurst (heute Banjul). Zudem engagierte sie sich in den 1950er Jahren in der Gambia Democratic Party. Später trat sie auf Parteiversammlungen der United Party von Pierre Sarr N’Jie auf.
Ihr Sohn Paps Touray (ca. 1944–2007) war ab den 1960er Jahren ebenfalls ein erfolgreicher Musiker. Ein weiterer Sohn, Abdoulie Mbye (Abdoulie Efri Mbye; auch Everybody Mbye, gest. 2019) war Historiker, Erzähler und Sänger.